# إلياس يمير
إلياس يمير (بالسويدية: Elias Ymer) مواليد 10 أبريل 1996 في السويد، هو لاعب كرة مضرب سويدي يلعب باليد اليمنى ويحتل حالياً المرتبة رقم. 155 (1 فبراير 2016) في تصنيف رابطة محترفي كرة المضرب. أعلى تصنيف له في الفردي كان المركز الـ 127 في سنة 2015.

## روابط خارجية
- إلياس يمير على موقع رابطة محترفي التنس (الإنجليزية)
- إلياس يمير على موقع الاتحاد الدولي لكرة المضرب (الإنجليزية)
- إلياس يمير على موقع كأس ديفيز (الإنجليزية)
- إلياس يمير على موقع خلاصة التنس.كوم (الإنجليزية)
- إلياس يمير على موقع إي إس بي إن.كوم (الإنجليزية)